# Rhyparus chinensis
Rhyparus chinensis är en skalbaggsart som beskrevs av Vladimir Balthasar 1952. Rhyparus chinensis ingår i släktet Rhyparus och familjen Aphodiidae. Inga underarter finns listade i Catalogue of Life.